# 星桥街道
星桥街道是中国浙江省杭州市临平区下辖的一个街道。街道辖区面积17.62平方公里。星桥街道原属余杭区管辖，2021年4月，其被划入新设的临平区。

## 历史沿革
民国时期，此地分属忠义乡、皋城乡。1951年6月，忠义乡更名星桥乡。1956年4月，星桥乡、皋城乡、横山乡以及良熟乡、西安乡、和睦乡3个乡的一部分合并为新的星桥乡。1996年9月，星桥乡改为星桥镇。2001年8月，星桥镇改为星桥街道。
2021年4月，星桥街道自余杭区改属临平区。

## 行政区划
星桥街道办事处驻远展街。星桥街道辖12个社区，分别是：
星都社区、香榭社区、南星社区、星桥社区、汤家社区、枉山社区、太平社区、贾家社区、周扬社区、民乐社区、万乐社区和安乐社区。

## 交通
- 宣杭铁路：星桥站